# Coup de force du 3 juin 1907

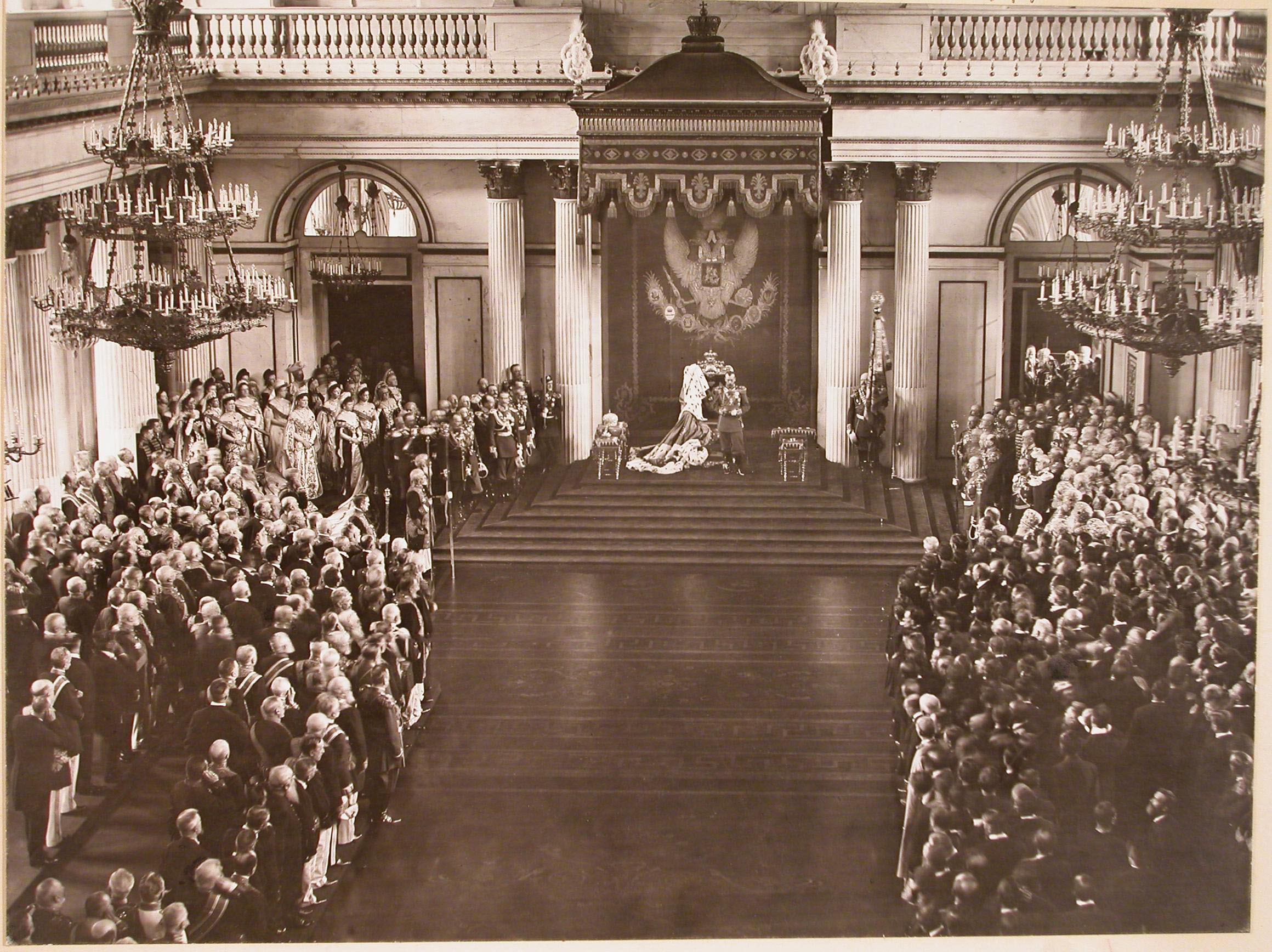
Ouverture de la première Douma par Nicolas II en 1906 à Saint-Pétersbourg.

Le coup de force du 3 juin 1907 (en russe : Третьеиюньский переворот) est le nom courant donné à la dissolution anticipée de la deuxième Douma d'État de l'Empire russe, le 3 juin 1907 (16 juin dans le calendrier grégorien), accompagnée d'un changement du système électoral par rapport à celui accordé par le Manifeste d'octobre 1905. Cette date du 3 juin est considérée comme celle de la fin de la révolution russe de 1905-1907.
La raison de la dissolution de la Douma est l'impossibilité d'établir une interaction constructive entre celle-ci et le gouvernement dirigé par le premier ministre Piotr Stolypine, la plupart des représentants de la Douma étant des membres de partis d'extrême gauche (socio-démocrates, socialistes révolutionnaires, socialistes populaires) et à leurs côtés le Parti du travail. La deuxième Douma débute le 20 février 1907, et n'est pas moins portée à l'opposition que la première Douma d'État de l'Empire russe qui avait précédé. Elle a tendance à rejeter tous les projets de lois émanant du gouvernement ainsi que les budgets. Quant aux projets de lois présentés par la Douma elle-même, ils ne parvenaient pas à être approuvés par le Conseil de l'Empire et l'empereur. La situation se présente comme une crise de la Constitution russe de 1906 (en réalité la Constitution de la Russie). L'empereur pouvait dissoudre la Douma à tout moment, mais il était obligé de convoquer une nouvelle Douma et ne pouvait modifier la loi électorale sans l'accord de celle-ci ; celle qui serait élue à la suite de la précédente ne différant vraisemblablement pas de celle qui est dissoute.

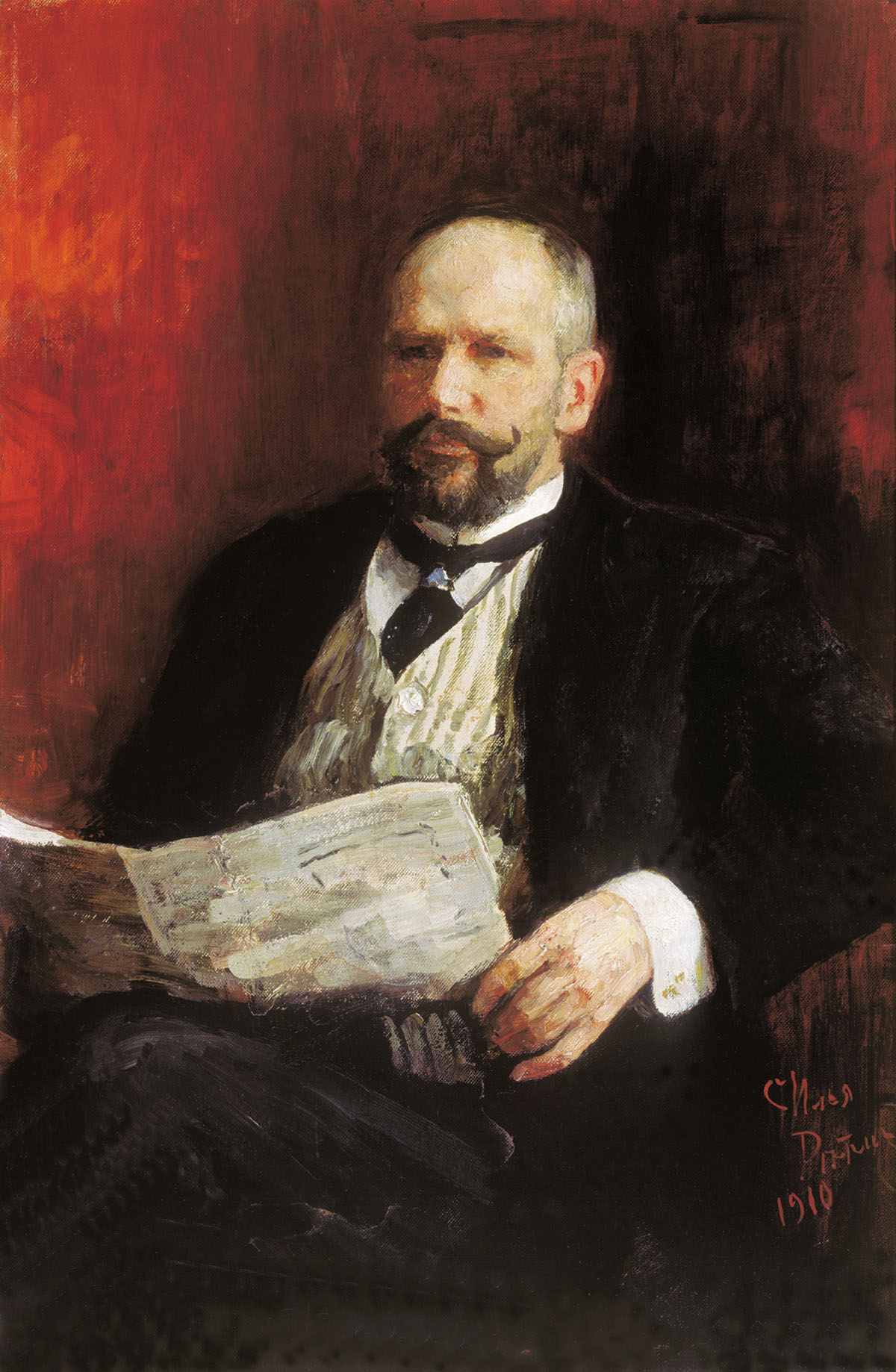
Stolypine par Ilia Répine.

Le gouvernement trouve le moyen de sortir de cette crise par la dissolution simultanée de la Douma et le vote d'une nouvelle loi électorale qui entrerait en vigueur pour la troisième Douma. Le prétexte pour dissoudre cette deuxième Douma est la visite aux députés sociaux-démocrates d'une délégation de soldats de la garnison de Saint-Pétersbourg pour leur remettre des instructions militaires. Piotr Stolypine utilise cette visite insignifiante, la présente le premier juin 1907 comme une conspiration contre l'ordre étatique, exige que la Douma enlève le droit de participer aux réunions aux 55 députés de la fraction social-démocrate et de lever l'immunité parlementaire de 16 d'entre eux. La Douma ne donne pas de réponse immédiate au gouvernement mais institue une commission spéciale qui devrait sortir ses conclusions le 4 juin. Stolypine, sans attendre, fait dissoudre la deuxième  douma le 3 juin par Nicolas II. La décision était prise depuis longtemps puisque le jour même est publié un manifeste modifiant la loi électorale et revenant à l'absolutisme et à son arbitraire. Une nouvelle douma est  convoquée (la troisième), qui devra se réunir le premier novembre 1907. La Deuxième Douma d'État de l'Empire russe aura existé durant 103 jours, du 20 février au 3 juin 1907.
La dissolution de la Douma relevait bien des prérogatives de l'empereur. Par contre, le changement simultané de la loi électorale est une violation des exigences de l'article 87 de la Constitution russe de 1906, selon lequel la loi électorale ne pouvait être modifiée qu'avec le consentement de la Douma d'État de l'Empire russe et du Conseil de l'Empire; c'est la raison pour laquelle cet évènement est connu sous le nom de coup de force du 3 juin 1907.
Le système électoral est modifié de manière que le nombre des électeurs soit considérablement réduit et que les électeurs disposant de droits de propriété importants (propriétaires fonciers au cens important ou bourgeois fortunés) obtiennent la majorité des sièges parlementaires. Le gouvernement accroit les inégalités entre les catégories sociales. Dans chaque assemblée électorale de province, les grands propriétaires sont représentés par un électeur pour 230, les riches marchands par un pour 1 000, le reste de la bourgeoisie par un pour 15 000, les paysans par un pour 60 000, les ouvriers par un pour 125 000.
La majorité à la Troisième Douma d'État de l'Empire russe est ainsi passée à la fraction pro-gouvernementale, c'est-à-dire à l'Union du 17 octobre 1905 et aux nationalistes, la position des partis de gauche étant considérablement affaiblie. La nouvelle Douma (la troisième) parvient alors à réaliser un travail constructif avec le gouvernement. La nouvelle loi électorale a toutefois ébranlé le sentiment que pouvait avoir la population d'être vraiment représentée à la Douma.
La dissolution de la deuxième Douma coïncide avec un affaiblissement significatif du mouvement de grève et des troubles paysans. Un calme relatif réapparait dans le pays. Cette journée du 3 juin 1907 est considérée comme la dernière de la Révolution russe de 1905-1907.
En 1911—1913 le public apprend que le prétexte pour dissoudre la Douma c'est-à-dire la visite
aux députés sociaux-démocrates d'une délégation de soldats de la garnison de Saint-Pétersbourg pour leur remettre des instructions militaires utilisé par Piotr Stolypine premier ministre avait été monté par des agents de l'Okhrana introduits dans l'organisation militaire du nom de Parti ouvrier social-démocrate de Russie. La question de savoir si c'est Piotr Stolypine qui a organisé ce montage ou si ce sont des informateurs de la police qui ont manipulé le
gouvernement n'est toujours pas résolue à ce jour.

## Modifications de la répartition des sièges à la Douma impériale après le coup de force du 3 juin 1907
| Parti                                    | Première Douma  | Deuxième Douma  | Troisième Douma |
| ---------------------------------------- | --------------- | --------------- | --------------- |
| Parti ouvrier social-démocrate de Russie | 18 (mencheviks) | 47 (mencheviks) | 19 (bolcheviks) |
| Parti socialiste révolutionnaire         | –               | 37              | –               |
| Parti du travail                         | 136             | 104             | 13              |
| Parti progressiste                       | 27              | 28              | 28              |
| Parti constitutionnel démocratique       | 179             | 92              | 52              |
| Groupe national non-russe                | 121             | –               | 26              |
| Parti du centre                          | –               | –               | –               |
| Octobristes                              | 17              | 42              | 154             |
| Nationalistes                            | 60              | 93              | 26              |
| Conservateurs                            | 8               | 10              | 147             |
| Total                                    | 566             | 453             | 465             |

Après le coup de force, les députés libéraux (Octobristes) et conservateurs obtiennent ensemble 65 % des sièges (301/465 sièges) dans la troisième Douma alors qu'ils n'en détenaient que 11 % dans la deuxième (52/453 sièges) 